# Brvenica
Brvenica (in macedone Брвеница?, in albanese Brevincë) è un comune rurale della Repubblica di Macedonia di 15 855 abitanti (dati del 2002). La sede municipale si trova nella località omonima.

## Geografia fisica
Il comune confina con Tetovo a nord, con Želino a est, Makedonski Brod a sud-est, Gostivar a sud-ovest, Vrapčište a ovest e Bogovinje a nord-ovest.

## Società

### Evoluzione demografica
In base al censimento del 2002 il comune ha 15 855 abitanti così divisi dal punto di vista etnico:
- Albanesi = 9 770
- Macedoni = 5 949
- Altri = 136

## Località
Il comune è formato dall'insieme delle seguenti località:
- Brvenica (sede comunale)
- Čelopek
- Blace
- Dolno Sedlarce
- Gurgurnica
- Miletino
- Radiovce
- Stenče
- Tenovo
- Volkovija